# Nyirkó István
Nyirkó István (Sztálinváros, 1958. május 23. –) magyar színész.

## Életpályája
Pályája elején nyilatkozta:

„Nekem mindenem a színház. Hétszer felvételiztem a színiakadémián, hétszer elutasítottak… Nem hiszem, hogy tehetségtelen volnék, eddigi szerepeim nem ezt mutatják. Azért jöttem Veszprémbe, mert tanulni akarok. És itt van kitől! Rájöttem, sok mindent nem tudtam, úgy érzem, sok mindent tanultam…”

Szülővárosában népművelőként dolgozott és a Pont színjátszóegyüttesben kezdett aktívan színészettel foglalkozni. 1982-től a dunaújvárosi Bemutató Színpad tagja volt. Vendégművészként fellépett a Szolnoki Szigligeti Színházban, és a Kocsiszínház utazó társulattal is. 1986-tól a Veszprémi Petőfi Színház művésze.

## Fontosabb színházi szerepei
- William Shakespeare: Szentivánéji álom... Gyalu, asztalos; Égeus
- William Shakespeare: Romeo és Júlia... Zenész; Capulet
- William Shakespeare: Hamlet... Marcellus
- William Shakespeare: Hamlet. Intolerable... Hamlet apjának szelleme; Színészkirály; Sírásó
- William Shakespeare: Ahogy tetszik... Ádám, Olviér inasa
- William Shakespeare: Sok hűhó semmiért... Furkó szomszéd
- Ruzante: A csapodár madárka... Menato, parasztlegény
- Mann Lajos: A lovag meg az ibolya... Neidhart
- Arisztophanész: Lüszisztraté... Kinésziász
- Euripidész: Iphigeneia Auliszban... Öreg szolga
- Anton Pavlovics Csehov: Cseresznyéskert... Egy vándorlegény
- Mihail Afanaszjevics Bulgakov: Molière (Álszentek összeesküvése)... Jean-Jacques Bouton, Molière szolgája
- Fjodor Mihajlovics Dosztojevszkij: Karamazovok... Törvényszéki elnök
- Lev Nyikolajevics Tolsztoj: Anna Karenina... Scserbackij herceg
- Lev Nyikolajevics Tolsztoj: Legenda a lóról... Istállómester
- Nyikolaj Vasziljevics Gogol: A revizor... Ammosz Fjodorovics Ljapkin-Tyapkin, járásbíró
- Alekszandr Nyikolajevics Osztrovszkij: Vihar... Gyikoj
- Carlo Goldoni: A kávéház... Pandolfo, játékterem-tulajdonos
- Carlo Goldoni: Chioggiai csetepaté... Vincenzo, kereskedő
- Carlo Goldoni: A komédiaszínház... Tonino, velencei figura
- George Bernard Shaw: Szent Johanna... Hóhér
- George Bernard Shaw – Frederick Loewe – Alan Jay Lerner: My Fair Lady... Harry
- Friedrich Schiller: Ármány és szerelem... Komornyik, a Ladynél
- Friedrich Dürrenmatt: Az öreg hölgy látogatása... Rendőr
- Arthur Miller: Pillantás a hídról... Mike
- John Steinbeck: Egerek és emberek... Crooks
- Jean Anouilh: Jeanne d'Arc... Apa; La Hire
- Johann Wolfgang von Goethe - Rupert J. Seidl: A patkány... Faust
- Pierre-Augustin Caron de Beaumarchais: Figaro házassága... Bartolo
- Henrik Ibsen: Peer Gynt... Monsieur Ballon
- Henrik Ibsen: A vadkacsa... Öreg Ekdal
- Bertolt Brecht: Koldusopera... Bicska Maxi; Peacock
- Federico García Lorca: Don Perlimplín és Belisa szerelme a kertben... II. Kobold
- Szigligeti Ede Liliomfi... Szellemfi
- Kisfaludy Károly: Csalódások... Lombai, uradalmi inspektor
- Vörösmarty Mihály: Csongor és Tünde... Balga, Csongor szolgálója
- Csiky Gergely: A nagymama... Koszta, nyugalmazott tábori lelkész
- Nagy Ignác - Parti Nagy Lajos: Tisztújítás... Damádzsi, megyei hivatalnok
- Jókai Mór: Az aranyember... Fabula János:
- Mikszáth Kálmán - Karinthy Ferenc: A Noszty fiú esete Tóth Marival... Tóth Mihály, gyáros
- Bródy Sándor: A tanítónő... Főúr
- Móricz Zsigmond: Rokonok... Menyhért, Kopjáss öccse
- Móricz Zsigmond: Pillangó... Öreg Darabos Mihály
- Molnár Ferenc: Liliom... Első rendőr
- Molnár Ferenc: A testőr... A hitelező
- Molnár Ferenc: Színház... Tűzoltó
- Molnár Ferenc: Az üvegcipő... Balázsy asztalos
- László Miklós: Illatszertár... Detektív
- Móra Ferenc: Kincskereső kisködmön... Messzi Gyurka
- Krúdy Gyula: A vörös postakocsi... Matróz
- Illyés Gyula: Dupla vagy semmi, azaz két életet vagy egyet sem... Menyhért
- Németh László: Galilei... Borgia bíboros
- Weöres Sándor: Csalóka Péter... Bíró
- Örkény István: Forgatókönyv... Katona
- Szigethy András: Kegyelem... Mező Imre
- Szabó Magda: Régimódi történet... Dudek Ferdinánd
- Szabó Magda – Miklós Tibor – Kocsák Tibor: Abigél... Torma Gedeon, igazgató
- Békeffi István: A régi nyár... Pisti, a Budai Színkör művésze
- Békeffi István – Eisemann Mihály : Egy csók és más semmi... Bíró; Robicsek
- Eisemann Mihály: Tokaji aszú... Mókus bácsi
- Eisemann Mihály: Én és a kisöcsém... Zolestyák
- Eisemann Mihály – Kellér Dezső: Fiatalság bolondság... Zamencsák Huba
- Nóti Károly – Zágon István: Hyppolit, a lakáj... Tóbiás
- Nóti Károly: Nyitott ablak... Őrmester; Polgármester
- Zerkovitz Béla: Csókos asszony... Salvator
- Gyurkovics Tibor: Boldogháza... Mozdonyvezető
- Gyurkovics Tibor: Nagyvizit... Borbély
- Spiró György: Kvartett... Öreg
- Lőkös Ildikó – Kálloy Molnár Péter: A mindenség elmélete... Fred Hoyle, kozmológus, matematikus
- Sütő András: Vigyorgó búbánat... Szent Péter
- Sarkadi Imre – Szörényi Levente – Bródy János: Kőműves Kelemen... Mihály
- Horváth Péter – Presser Gábor – Sztevanovity Dusán: A padlás... Meglökő szellem, 560 éves
- Rudyard Kipling – Dés László – Geszti Péter: A dzsungel könyve... Balu
- Déry Tibor – Pós Sándor – Presser Gábor – Adamis Anna: Képzelt riport egy amerikai popfesztiválról... Pokol angyala; Nyilas madár
- Déry Tibor: Tükör... Rádióriporter
- Csukás István – Bergendy István: Mesélj, Münchhausen!... Lámpás kutya; Messzefülelő; Dömötör; Negyedik szörny
- Emőd Tamás – Török Rezső: Ipafai lakodalom... Pecskovics, kocsmáros
- Csemer Géza: Dankó Pista... Feszty Árpád
- Rejtő Jenő: Rejtő Jenő kabaréja... Belicska
- Dobozy Imre: A tizedes meg a többiek... Erdész
- Bohumil Hrabal: Bambini di Praga... Kéményseprőmester
- Sík Sándor: István király... Sebös, Buda fia
- Müller Péter – Tolcsvay László – Müller Péter Sziámi: Isten pénze...  Mr. Ortle; Mr. Fezziwig
- Kocsis István: Árpád-házi Szent Margit... szereplő
- Vándorfi László: Jézus Krisztus... Százados; Pál apostol
- Vándorfi László: Sobri Jóska... szereplő
- Vándorfi László – Dúró Győző: 1848... Táncsics Mihály
- Karinthy Frigyes – Vándorfi László: Tanár úr kérem... Tanár úr
- Jókai Mór – Böhm György – Korcsmáros György – Tolcsvay László: A kőszívű ember fiai... Generális
- Asztalos István – Kovács Attila: Börtönmusical... Bruce
- Asztalos István – Kovács Attila: Gizella... Zsombor
- Asztalos István – Kovács Attila: István... Táltos
- Asztalos István: Szent László...
- Georges Feydeau: Fel is út, le is út... Antonio, tolmács
- Georges Feydeau: Egy hölgy a Maximból... Utcaseprő
- Frederick Loewe – Alan Jay Lerner: My Fair Lady... Harry
- Dale Wasserman – Ken Kesey: Kakukkfészek... Williams ápoló
- Dale Wasserman – Mitch Leigh – Joe Darion: La Mancha lovagja... Kormányzó, Fogadós
- Sólem Aléchem – Jerry Bock – Joseph Stein: Hegedűs a háztetőn... Tevje, tejesember
- Ray Cooney: Család ellen nincs orvosság... Bill
- Charles Dickens:  A Pickwick klub... Porkoláb
- Charles Dickens – Lionel Bart: Oliver!... Mr. Brownlow, gazdag úr Oliver pártfogója
- Charles Dickens – Müller Péter – Müller Péter Sziámi – Tolcsvay László: Isten pénze... Mr. Fezziwig
- Maurice Maeterlinck: Szent Antal csodája... Tizedes
- John Millington Synge: A nyugati világ bajnoka... Philly O'Cullen, falubeli
- Dan Gordon: Esőember... dr. Marston
- David Seidler: A király beszéde... Winston Churchill, brit politikus
- Peter Stone – Maury Yeston: Titanic... Edward John Smith, a Titanic kapitánya
- Drago Jančar: A nagy brilliáns valcer... Első ápoló
- Franca Rame – Dario Fo: Női sorsok (Erogén zónák)... szereplő
- David Storey: Otthon... Alfred
- Marin Sorescu: Anyaöl... Rémalak
- Nagy Gergely – Silló Sándor: 	Ég és Föld... Gin
- Fernando Arrabal: Tábori piknik... Tépan úr, a katona apja
- Hervé: Nebáncsvirág... Bernard, káplár; Loriot őrmester
- Kálmán Imre: Marica grófnő... Populescu Dragomir Móric herceg
- Ábrahám Pál: Bál a Savoyban... Monsieur princ
- Huszka Jenő: Lili bárónő... Józsi, szolga
- Huszka Jenő: Mária főhadnagy... Simonich
- Eisemann Mihály – Éri-Halász Imre – Békeffi István: Egy csók és más semmi...  Robicsek
- Carlo Collodi – Litvai Nelli: Pinokkió...Róka
- Hedry Mária: Tündér Míra... Tóbiás, udvari bolond, kincstárnok
- Gabnai Katalin: Táltos János... Brúgó, az ördög; Lókupec
- Leonard Bernstein: West Side Story... Krupke
- Galt MacDermot – Gerome Ragni – James Rado: Hair... Papa
- Andrew Lloyd Webber – Tim Rice: Jézus Krisztus szupersztár... Heródes
- John Kander – Fred Ebb: Chicago... Kihallgató rendőr
- Níkosz Kazandzákisz – Joseph Stein – John Kander – Fred Ebb: Zorba... Zorba
- Jane Austen: Értelem és érzelem... Sir John Middleton
- Karl Kraus: Az emberiség végnapjai... szereplő
- David Seidler: A király beszéde... Winston Churchill, brit politikus
- Szűcs László – Tóth Loon: Madarat tolláról... Bagoly
- L. Frank Baum: Óz, a nagy varázsló... Harry bácsi; Bádogember
- Pozsgai Zsolt: A kölyök... Ted; McDuft; Freddy
- Zalán Tibor: Angyalok a tetőn... Gomulka bácsi
- Vajda Katalin: Legyetek jók, ha tudtok!... Jacomo fazekas
- Weöres Sándor: A Holdbeli csónakos... Jégapó
- Békés Pál: A kétbalkezes varázsló... Fitzhuber Dongó, a kétbalkezes varázsló
- Szurdi Miklós – Szomor György – Valla Attila: Diótörő és Egérkirály... Pantalone
- Bozsó József – Kocsák Tibor: Hagymácska... Hagymapó
- Janikovszky Éva: Égigérő fű... Dezső bácsi
- Csukás István: Keménykalap és Krumliorr... Cuppogós
- Urbán Gyula: Egerek... Zakariás
- Lévay Szilveszter – Michael Kunze: Mozart!... Doktor Messmer
- Topolcsányi Laura – Szomor György: Petőfifjú... Erdélyi, Szendrey

## Filmek, tv
- Patika (sorozat) 6. rész (1995)
- 1848 (színházi előadás Tv-felvétele, 1998)
- Csocsó, avagy éljen május elseje! (2001)
- Tespi mesék: Ingerelt gazdaság (2008)
- A föld szeretője (2010)